# Memórias de um delegado de polícia
Memórias de um Delegado (de Polícia) é um livro de autoria de Renato Augusto de Lima, publicado em Belo Horizonte no ano de 1972 por meio da Imprensa Oficial. Consiste em uma coletânea de crônicas escritas em diferentes momentos da vida do artista acerca de episódios e situações cotidianas, a maioria dos quais perpassaram sua trajetória profissional como delegado de polícia do segundo distrito de Belo Horizonte. 

## Lista de Crônicas
- Noite Feliz?
- Primeiros Passos no Longo Caminho
- A Polícia Mal-Assombrada (Julho, 1962)
- O "Flash" de Uma Época (Outubro, 1950)
- A Vida Tem Dessas Coisas
- Palácios (Abril, 1966)
- No Arraial Nascia Um Poeta (Outubro, 1962)
- A Lei (Setembro, 1962)
- Um Ministro Diferente (Dezembro, 1962)
- Prenilúnio de Maio em Montanhas de Minas
- O Caso do Trombone Desafinado
- Um Retrato na Rua
- Uma Sinistra Romaria
- Quase Um Depoimento
- E Aconteciam Coisas
- Uma Diligência Festiva
- Quem Sabe? (Janeiro, 1962)
- Minhas Caminhadas Ásperas (Setembro, 1964)
- Quase Comprei um Revólver (Março, 1955)
- A Crápula Forasteira (Março, 1961)
- Lama de Araxá (Dezembro, 1962)
- Os Anos Quarenta I
- Os Anos Quarenta II
- Ainda os Negros do Harlem
- Os Anos Quarenta III (Agosto, 1942)
- O São Bartolomeu Político (Agosto, 1962)
- Palinarus Vulgaris (Maio, 1962)
- Esboço para a Imagem de um Santo
- Minha Terra Saudosa

## Crítica
O livro de Renato de Lima é, no que tange à nossa cidade, um documentário importante dos acontecimentos aqui desenrolados nos últimos cinquenta anos. Nele encontramos, além dos fatos políticos e sociais, o submundo do crime, os tipos populares, o ambiente das delegacias e os problemas com que se defronta um policial na rotina do dia-a-dia. "Memórias de um Delegado (de Polícia)" representa ainda uma contribuição valiosa para o conhecimento da realidade sociológica e histórica de Minas em um determinado período de um passado recente. No exercício das funções de delegado de polícia, no interior do Estado, o autor sentiu de perto o comportamento das oligarquias políticas, os aspectos negativos da atividade partidária, os costumes das pequenas cidades. E nos dá, em saborosas crônicas, uma visão panorâmica da vida mineira. (M.R, 1972). 